# Лётчик (фильм, 2021)
«Лётчик» — российский художественный фильм 2021 года режиссёра Рената Давлетьярова в жанре военной драмы. Главную роль в нём сыграл Пётр Фёдоров.

## Сюжет
Действие фильма происходит в декабре 1941 года, во время Великой Отечественной войны. Главный герой — советский военный лётчик Николай Комлев, чей самолёт сбивают немецкие истребители. После приземления на «брюхо» бортовой стрелок Шота спасает раненного Комлева, пустив его по реке на льдине, а сам, по-видимому, погибает. Комлев оказывается в глубоком тылу врага и начинает пробираться к своим. В пути его преследуют воспоминания о невесте, об отправке на фронт. Благодаря помощи местных жителей герою удаётся выжить и перейти линию фронта. В финале он преодолевает все сложности восстановления после ампутации ног, воссоединяется с невестой и возвращается в боевую авиацию на протезах.
Сценаристы использовали реальные истории советских летчиков, оказавшихся в подобных обстоятельствах, потерявших ногу или обе, но продолживших воевать. Режиссёр Ренат Давлетьяров назвал главным референсом своей картины фильм «Выживший» и заявил, что фильм «не о Маресьеве, конечно».

## В ролях
- Пётр Фёдоров — Николай Комлев
- Анна Пескова — Ольга Гончарова
- Павел Осадчий — Михаил
- Максим Емельянов — Игнат
- Елена Дробышева — жена Кузнеца
- Евгений Михеев — Никодим Грешнев
- Гела Месхи — майор
- Роман Книжка — обер-лейтенант Лемке
- Марцин Стец — жандарм
- Николоз Паикридзе — Шота Суладзе
- Пауль Орлянский — жандарм
- Валерий Гришко — Кузнец
- Ирина Медведева — Надежда Нечаева, певица
- Альбрехт Цандер — связист
- Юлия Силаева — мама Миши
- Александр Галибин — врач-хирург
- Антон Кузнецов — сосед
- Андрей Ильин — папа Миши
- Марина Лебедева — Катя

## Создание и оценки
Съёмки фильма начались в январе 2019 года в Новгородской области, причём шли в том числе в Демянском районе, где в 1942 году был сбит самолёт Маресьева. Некоторые сцены снимались в одном из павильонов Мосфильма на зелёном фоне (он в дальнейшем заменялся на белый), госпитальные — в усадьбе Покровское-Стрешнево. 3 января 2021 года вышел трейлер фильма. Выход «Лётчика» в прокат был намечен на 1 мая 2021 года, потом его перенесли на 4 ноября того же года. Премьерный показ состоялся 30 ноября 2021 года в Москве.
Для корреспондента «Фильм.ру» «Лётчик» — «главный отечественный блокбастер сезона, вместо типичного ура-патриотического военного кино предлагающий зрителю практически российский ответ „Выжившему“». Рецензент того же издания охарактеризовал картину как «компетентный сурвайвл-триллер — правда, слишком полагающийся на флешбэки и невзрачную мелодраму». По его мнению, авторы «Лётчика» «не доверяют первобытной витальности конфликта человека и природы, пытаются утяжелить его подспудными проблемами и в конечном счёте заполняют хронометраж банальностями», а последние 30 минут превращают в «поверхностный пересказ „Повести о настоящем человеке“». Обозреватель «Киноафиши» пишет об излишней эклектичности сюжета, отсутствии в фильме должной атмосферы и запоминающихся героев второго плана.